# Jeannette Sorrell
Jeannette Sorrell est une chef d'orchestre et claveciniste américaine, fondatrice et directrice musicale de l'orchestre baroque Apollo's Fire (en).

## Biographie

### Jeunesse
Jeannette Sorrell est née à San Francisco en 1965. Son père, un immigrant européen, est critique de théâtre et linguiste. Sa mère, une américaine, est infirmière. Ses deux parents deviennent professeurs d'université lorsque Jeannette Sorrell a 8 ans. Elle grandit en étudiant le piano, le violon, le ballet et le théâtre. Dans une interview pour le Cleveland Plain Dealer, elle décrit comment elle a passé sa première année d'étude de piano (à l'âge de 9 ans) à pratiquer sur un clavier en papier qu'elle avait fabriqué, car la famille n'avait pas de piano. Sa famille déménage dans la région de la vallée de Shenandoah en Virginie quand elle a 14 ans. Elle obtient son premier emploi rémunéré à l'âge de 15 ans, jouant du piano pour une église baptiste du Sud. C'est là qu'elle rencontre pour la première fois la musique folklorique américaine et les notes à formes géométriques qui auront pour elle par la suite un intérêt artistique. À 16 ans elle entame des études de direction d'orchestre et de composition et fonde un ensemble instrumental et vocal dont elle arrange toute la musique.

## Études: 1988-1991
Sorrell reçoit une bourse pour le programme Artist Diploma du Conservatoire d'Oberlin où elle étudie le clavecin avec Lisa Crawford et la direction d'orchestre avec Robert Spano. En 1989, elle devient l'une des plus jeunes étudiantes du programme de direction d'orchestre au Tanglewood Festival où elle étudie avec Leonard Bernstein et Sir Roger Norrington. Après avoir obtenu son diplôme d'Oberlin en 1990, elle est immédiatement invitée à rejoindre la faculté de l'institut baroque d'été d'Oberlin en tant que professeur de musique de chambre et accompagnatrice continuo. Cet été-là, elle est également chef d'orchestre au Aspen Music Festival.
Elle s'installe ensuite à Amsterdam pour étudier le clavecin avec Gustav Leonhardt. Après cette année d'étude intensive avec Leonhardt, elle remporte le premier prix et le prix du public lors du concours international de clavecin Spivey de 1991 à Atlanta, en Géorgie, face à 70 candidats d'Europe, de l'ex-Union soviétique, d'Israël et des États-Unis.

### Fondation deApollo's Fire
En 1991, Sorrell retourne aux États-Unis et est immédiatement invitée à passer un entretien pour le poste d'assistant chef d'orchestre au Cleveland Orchestra. Elle n'avait pas postulé pour le poste mais elle est recommandée par Affiliate Artists (en) dont l'agent l'avait vue diriger à Aspen et à Tanglewood. Dans diverses interviews, Sorrell raconte sa rencontre avec le directeur musical de l'Orchestre de Cleveland, Christoph von Dohnanyi, qui lui a dit qu'il ne servait à rien d'essayer de trouver du temps dans le programme de l'orchestre pour une audition parce que le public de Cleveland n'accepterait jamais une femme comme conducteur. Sorrell lui répond qu'elle n'avait en fait pas postulé pour ce poste et qu'elle voulait vraiment travailler avec des instruments d'époque. À la suite de cet entretien, l'administrateur artistique de l'orchestre, Roger Wright, propose d'aider Sorrell à lancer un orchestre d'instruments d'époque à Cleveland. Sorrell a 26 ans.
Avec l'aide de Wright, elle reçoit pour se lancer un financement de la Cleveland Foundation. L'ensemble fait ses débuts en juin 1992 sous le nom d'Apollo's Fire - The Cleveland Baroque Orchestra. Les premiers concerts sont complets. En quelques mois Apollo's Fire commence à recevoir des invitations pour des tournées. Depuis lors Sorrell dirige Apollo's Fire en tant que directrice musicale et a développé une réputation nationale et internationale pour sa programmation créative.

## Carrière

### Conduite d'orchestre et récompenses
Jeannette Sorrell est la seule chef d'orchestre baroque à avoir été intégrée au répertoire de la Columbia Artists Management (en) (CAMI). Elle fait ses débuts avec l'Orchestre symphonique de Pittsburgh en 2013 en tant que chef d'orchestre et soliste dans l'intégrale des Concertos brandebourgeois. Elle s'est également produite comme chef d'orchestre ou chef d'orchestre/soliste avec l'Orchestre de chambre de Saint-Paul, l'Orchestre symphonique de l'Utah, le New World Symphony à Miami, l'Orchestre de chambre de Los Angeles, l'Orchestre symphonique de Seattle, l'Opéra-Théâtre de Saint-Louis (en)', avec l'Orchestre symphonique de Saint-Louis, la Société Handel-et-Haydn (Boston), le Florida Orchestra, le North Carolina Symphony, le Grand Teton Music Festival, le San Diego Symphony, l'Omaha Symphony, le Grand Rapids Symphony, l'Arizona Opera, et a joué avec l'Orchestre de Cleveland comme claveciniste invitée. En février 2014, elle remplace le chef d'orchestre et claveciniste britannique Richard Egarr cinq jours avant la représentation dirigeant l'intégralité des Concertos brandebourgeois en tant que chef d'orchestre / soliste pour le Houston Early Music Festival. Elle a également dirigé de nombreux projets baroques pour l'Oberlin Conservatory et le Cleveland Institute of Music.
En 2017, elle a fait ses débuts au John F. Kennedy Center for the Performing Arts à la tête de l'Orchestre symphonique national dans Le Messie de Haendel.

### Activisme
Sorrell donne régulièrement des conférences pour des groupes civiques, des groupes d'étudiants et des groupes de femmes, sur des sujets tels que le leadership entrepreneurial, les femmes en tant que leaders et la création de nouveaux publics pour les arts. En 2016, elle est invitée à s'adresser à la League of Women Voters à Oberlin, Ohio, à l'occasion du Women's Equality Day. Elle est également active en tant que bénévole politique.